# Rondelecija
Rondelecija (lat. Rondeletia),  rod vazdazelenih grmova i drveća iz porodice broćevki (Rubiaceae). Pripada mu preko 150 vrsta u tropskoj Americi, od Meksika i Kariba na jug do sjevernih predjela Južne Amerike.
Tipična je vrsta R. americana L. s Privjetrinskih otoka u Karibima, ali je najpoznatija često uzgajana vrsta,  R. odorata, mirisni vazdazeleni grm.

## Vrste
1. Rondeletia acunae Borhidi & M.Fernández
2. Rondeletia adamsii Proctor
3. Rondeletia alaternoides A.Rich.
4. Rondeletia americana L.
5. Rondeletia amplexicaulis Urb.
6. Rondeletia anguillensis Howard & Kellogg
7. Rondeletia anomala Veitch
8. Rondeletia apiculata Urb.
9. Rondeletia areolata Urb.
10. Rondeletia arida Borhidi & M.Fernández
11. Rondeletia aristeguietae Steyerm.
12. Rondeletia aurantiaca Urb. & Ekman
13. Rondeletia avenia C.Wright
14. Rondeletia azuensis Urb.
15. Rondeletia azulensis Urb.
16. Rondeletia baracoensis Britton
17. Rondeletia barahonensis Urb.
18. Rondeletia belizensis Standl.
19. Rondeletia berteroana DC.
20. Rondeletia bicolor Britton
21. Rondeletia bissei Borhidi & M.Fernández
22. Rondeletia brachyantha Urb.
23. Rondeletia brachyphylla Proctor ex Adams
24. Rondeletia bracteosa Borhidi & M.Fernández
25. Rondeletia brauseana Urb.
26. Rondeletia brigandina Urb. & Ekman
27. Rondeletia buxifolia Vahl
28. Rondeletia cacuminis Urb. & Ekman
29. Rondeletia calophylla Standl.
30. Rondeletia camarioca C.Wright
31. Rondeletia carnea Urb. & Ekman
32. Rondeletia chamaebuxifolia Griseb.
33. Rondeletia chinajensis Standl. & Steyerm.
34. Rondeletia christii Urb.
35. Rondeletia cincta Griseb.
36. Rondeletia clarendonensis Britton ex S.Moore
37. Rondeletia combsii Greenm.
38. Rondeletia combsioides M.Fernández & Borhidi
39. Rondeletia conferta Urb. & Ekman
40. Rondeletia convoluta M.Fernández & Borhidi
41. Rondeletia coronata Urb.
42. Rondeletia crassinervis Borhidi
43. Rondeletia cristalensis Urb.
44. Rondeletia cumanensis Kunth
45. Rondeletia cymulosa Proctor
46. Rondeletia daphnoides Griseb.
47. Rondeletia dilatata Rottb.
48. Rondeletia diplocalyx Urb.
49. Rondeletia disperma Jacq.
50. Rondeletia dolphinensis Proctor
51. Rondeletia domatiata Urb.
52. Rondeletia ekmanii Britton & Standl.
53. Rondeletia elegans Britton
54. Rondeletia eriantha Benth.
55. Rondeletia eriocarpa H.Karst.
56. Rondeletia erythroneura H.Karst.
57. Rondeletia exasperata Borhidi
58. Rondeletia feketeana Borhidi
59. Rondeletia filisepala Borhidi
60. Rondeletia formonia Urb. & Ekman
61. Rondeletia fortunensis Borhidi
62. Rondeletia fuertesii Urb.
63. Rondeletia galanensis M.Fernández & Borhidi
64. Rondeletia glauca Griseb.
65. Rondeletia glomeruliflora Alain
66. Rondeletia grandisepala Alain
67. Rondeletia hameliifolia Dwyer & M.V.Hayden
68. Rondeletia harrisii Urb.
69. Rondeletia heterochroa Urb.
70. Rondeletia hirsuta Sw.
71. Rondeletia hirta Sw.
72. Rondeletia holdridgei Borhidi
73. Rondeletia hypoleuca Griseb.
74. Rondeletia impressa Krug & Urb.
75. Rondeletia incana Sw.
76. Rondeletia × incerta Borhidi & M.Fernández
77. Rondeletia inermis (Spreng.) Krug & Urb.
78. Rondeletia ingrata Standl.
79. Rondeletia insularis Britton
80. Rondeletia intermixta Britton
81. Rondeletia jamaicensis Proctor
82. Rondeletia laevigata W.T.Aiton
83. Rondeletia larensis Steyerm.
84. Rondeletia laurifolia Sw.
85. Rondeletia leonii Britton
86. Rondeletia ligulata Urb.
87. Rondeletia lindeniana A.Rich.
88. Rondeletia linearisepala Alain
89. Rondeletia liogieri Borhidi
90. Rondeletia lomensis Urb.
91. Rondeletia lucida M.Fernández & Borhidi
92. Rondeletia martinicensis Krug & Urb.
93. Rondeletia micarensis Urb.
94. Rondeletia microcarpa Urb. & Ekman
95. Rondeletia microphylla Griseb.
96. Rondeletia minutifolia Urb.
97. Rondeletia miraflorensis M.Fernández & Borhidi
98. Rondeletia mollis S.F.Blake ex Steyerm.
99. Rondeletia mornicola Urb. & Ekman
100. Rondeletia naguensis Britton & P.Wilson
101. Rondeletia nalgensis Urb. & Ekman
102. Rondeletia nemoralis Proctor
103. Rondeletia nimanimae Krug & Urb.
104. Rondeletia nipensis Urb.
105. Rondeletia × obscura Borhidi & M.Fernández
106. Rondeletia ochracea Urb.
107. Rondeletia odorata Jacq.
108. Rondeletia orinocensis Steyerm.
109. Rondeletia pachyphylla Krug & Urb.
110. Rondeletia pallida Britton
111. Rondeletia panamensis DC.
112. Rondeletia papayoensis M.Fernández & Borhidi
113. Rondeletia parviflora Poir.
114. Rondeletia paucinervis Urb. & Ekman
115. Rondeletia pedicellaris C.Wright
116. Rondeletia peduncularis A.Rich.
117. Rondeletia peninsularis M.Fernández & Borhidi
118. Rondeletia perfae Alain
119. Rondeletia petiolata Proctor
120. Rondeletia pilosa Sw.
121. Rondeletia plicatula Urb.
122. Rondeletia polita Griseb.
123. Rondeletia portlandensis Proctor
124. Rondeletia portoricensis Krug & Urb.
125. Rondeletia potrerillona Urb. & Ekman
126. Rondeletia pseudorugelii Borhidi & M.Fernández
127. Rondeletia pubescens Kunth
128. Rondeletia pulchella Alain
129. Rondeletia purdiei Hook.f.
130. Rondeletia pycnophylla Urb.
131. Rondeletia racemosa Sw.
132. Rondeletia rigida Griseb.
133. Rondeletia rohrii R.O.Williams & Cheesman
134. Rondeletia roynaefolia DC.
135. Rondeletia rugelii Urb.
136. Rondeletia savannarum Britton
137. Rondeletia saxicola Britton
138. Rondeletia scabrella K.Krause
139. Rondeletia selleana Urb. & Ekman
140. Rondeletia shaferi Urb. & Britton
141. Rondeletia steirophylla Urb.
142. Rondeletia steirophylloides Borhidi & M.Fernández
143. Rondeletia stipularis (L.) Druce
144. Rondeletia subcanescens M.Fernández & Borhidi
145. Rondeletia subcordata Standl.
146. Rondeletia subglabra Krug & Urb.
147. Rondeletia subsessilifolia Proctor
148. Rondeletia susannae Borhidi
149. Rondeletia sylvestris S.Moore
150. Rondeletia toaensis M.Fernández & Borhidi
151. Rondeletia tubulosa Borhidi & M.Fernández
152. Rondeletia umbellulata Sw.
153. Rondeletia vacciniifolia Britton
154. Rondeletia vazquezii Borhidi & O.Muñiz
155. Rondeletia venezuelensis Steyerm.
156. Rondeletia venosa Griseb.
157. Rondeletia virgata Sw.